# Battal Ghazi
Pour les articles homonymes, voir Batal et Ghazi.
Le Sehit Battal Ghazi est une figure sainte et mythique de l'islam ainsi qu'un guerrier agissant en Anatolie (d'abord associé à la ville de Malatya dont son père, Hüseyin Ghazi, est le chef). L'histoire est basée sur les exploits réels d'un chef militaire omeyyade du VIIIe siècle du nom d'Abdallah al-Battal. Les légendes qui lui sont attribuées et qui forment aussi le noyau des informations disponibles sur le personnage historique deviennent par la suite un élément important de littérature populaire turque.
Son titre de Sayyid, bien qu'étant une dignité honorifique arabe, pourrait se référer à ses liens familiaux avec le prophète Mahomet du fait de l'orthographe parfois usitée de Seyyid.